# Љиљана Праизовић
Љиљана Праизовић (Београд, 10. март 1958 — Београд, 14. јануар 2001) била је српска књижевница, уредник и популаризатор фантастике. Најважније дело јој је роман-бајка Кнежевић и Северни ветар из 1994. године.

## Биографија
Љиљана Праизовић је по струци била дипломирани економиста, а радила је као службеник у Београду. Објављивала је кратке приче у периодици од средине 1980-их, од којих су неке уврштене и у антологије и изборе српске фантастике. За живота јој је објављен и један роман.
Била је члан Друштва љубитеља фантастике „Лазар Комарчић“ од 1983, а Српског друштва за научну фантастику од 2000. године. У раздобљу 1990-1991. била је уредник часописа Емитор. На неким местима је потписивана удатим презименом: Тодоровић.